# Yves Rispat
Yves Rispat, né le 17 septembre 1931 à Capdenac-Gare (Aveyron) et mort le 15 janvier 2015 à Auch, est un homme politique français.

## Biographie
Yves Rispat est agriculteur de profession.
Il devient président du conseil général du Gers après la victoire de la droite aux élections cantonales de 1992. En 1998, sa majorité abandonne six cantons à la gauche et le socialiste Philippe Martin lui succède à la présidence du département.
Député du Gers de 1993 à 1997, il est élu sénateur le 27 septembre 1998. Il ne se représente pas aux élections sénatoriales de 2008.
Il meurt le 15 janvier 2015 à Auch.

## Mandats
Sénat
- Sénateur du Gers de 1998 à 2008

Assemblée nationale
- Député de la première circonscription du Gers de 1993 à 1997

Conseil régional de Midi-Pyrénées
- Conseiller régional de 1986 à 1993 et de mars à juin 2004

Conseil général du Gers
- Conseiller général du canton d'Aignan de 1988 à 2008[3]
- Président du Conseil général de 1992 à 1998[4]

Commune de Lupiac
- Maire de 1965 à 2014.

## Condamnation
Yves Rispat est fait chevalier de la Légion d'honneur le 24 novembre 1979, avant d'être promu officier le 13 juillet 1998.
Mais le 2 avril 2014, il est radié de l'ordre de la Légion d'honneur, ainsi que de l'ordre national du Mérite, après avoir été reconnu coupable d'avoir détourné quelque 180 000 €,.